# Попов, Евгений Георгиевич
Евге́ний Гео́ргиевич Попо́в (род. 11 сентября 1978, Владивосток, РСФСР, СССР) — российский государственный деятель, телевизионный журналист, телеведущий и пропагандист. Депутат Государственной думы Федерального собрания Российской Федерации VIII созыва по избирательному округу № 197 (Кунцевский — город Москва) от партии «Единая Россия» (с 19 сентября 2021 года). Заместитель председателя Комитета Государственной Думы РФ по информационной политике, информационным технологиям и связи.
Наиболее известен как ведущий программы «60 минут» на телеканале «Россия-1» (вместе с женой Ольгой Скабеевой).
Из-за поддержки российско-украинской войны — под санкциями 27 стран ЕС, Великобритании, США, Канады, Швейцарии, Австралии, Японии, Украины, Новой Зеландии.

## Биография
Родился 11 сентября 1978 года во Владивостоке. Дед — начальник экспедиции на исследовательском судне «Академик Сергей Королёв». Во время учёбы в школе работал на местном радио в качестве ведущего программы «Саквояж».
В 2000 году окончил факультет журналистики Дальневосточного государственного университета. Будучи студентом, работал в КГУ «Общественное телевидение Приморья» (ОТВ-Прим), ГТРК «Владивосток» и других местных телерадиокомпаниях.
С 2000 года — корреспондент «Вестей» во Владивостоке и Приморском крае. В сентябре 2002 года переехал в Москву.
С июня 2003 года работал в украинском корпункте телеканала «Россия», в своих репортажах освещал Оранжевую революцию.
В сентябре 2006 года вернулся в Москву и являлся политическим обозревателем «Вестей недели».
В мае 2007 года стал корреспондентом телеканала «Россия» в США, где первое время работал совместно с Константином Сёминым, являлся главой Нью-Йоркского бюро «Вестей». Последний репортаж Попова в США вышел 24 апреля 2013 года.
В мае 2013 года продолжил работу в «Вестях» в качестве политического обозревателя. Работал в Киеве, на Евромайдане, в том числе и в одной группе с Антоном Волошиным, трагически погибшим на Украине в июне 2014 года.
С осени 2013 года, после переформатирования программы «Вести+», Попов стал вести авторскую программу «Вести в 23:00» вместо Василия Журавлёва и Оксаны Куваевой. С июля 2014 по июнь 2016 года он вёл передачу поочерёдно с корреспондентом ВГТРК Максимом Киселёвым. Попутно делал репортажи для программы «Специальный корреспондент», среди них — «Телемайдан», «Блокада. Славянск» и другие.
В 2014—2019 годах и в 2024—2025 годах во время отпуска или болезни Дмитрия Киселёва заменял его в качестве ведущего программы «Вести недели» по воскресеньям в 20:00, в первую эпоху чередуясь с Андреем Кондрашовым. Летом 2014 года заменял Кондрашова в вечерних выпусках «Вестей» по будням.
С сентября 2014 по июль 2016 года вёл обсуждения в студии в рамках проекта «Специальный корреспондент» вместо Аркадия Мамонтова. В рамках данной программы продолжал работать над авторскими фильмами: «Война миров» (2015), «Император Обама» (2016), «Медиаграмотность» (2016), «Эффект Браудера» (2016).
С 12 сентября 2016 года — ведущий общественно-политического ток-шоу «60 минут» в паре со своей супругой Ольгой Скабеевой.
В 2021 году принял участие в выборах в Государственную думу VIII созыва от партии «Единая Россия» по Кунцевскому одномандатному округу Москвы № 197. При подаче предвыборной декларации сообщил о 11,4 млн рублей дохода за 2020 год и скрыл 3,1 млн рублей дохода, что было подтверждено ЦИК. Входил в «команду мэра Москвы» Сергея Собянина, возглавлявшего на выборах московский список «Единой России». В борьбе с кандидатом от КПРФ Михаилом Лобановым одержал победу, набрав 35,17 % голосов; «согласно подсчётам штаба» Лобанова, преимущество досталось Попову благодаря результатам дистанционного электронного голосования, поскольку по итогам физического голосования граждан Попов отставал на более чем 10 тысяч голосов.

## Личная жизнь
Первая жена — журналистка Анастасия Витальевна Чуркина (род. 27 декабря 1984), работала американским корреспондентом телеканала Russia Today. Дочь российского дипломата, постоянного представителя России при ООН в 2006—2017 годах Виталия Ивановича Чуркина (1952—2017).

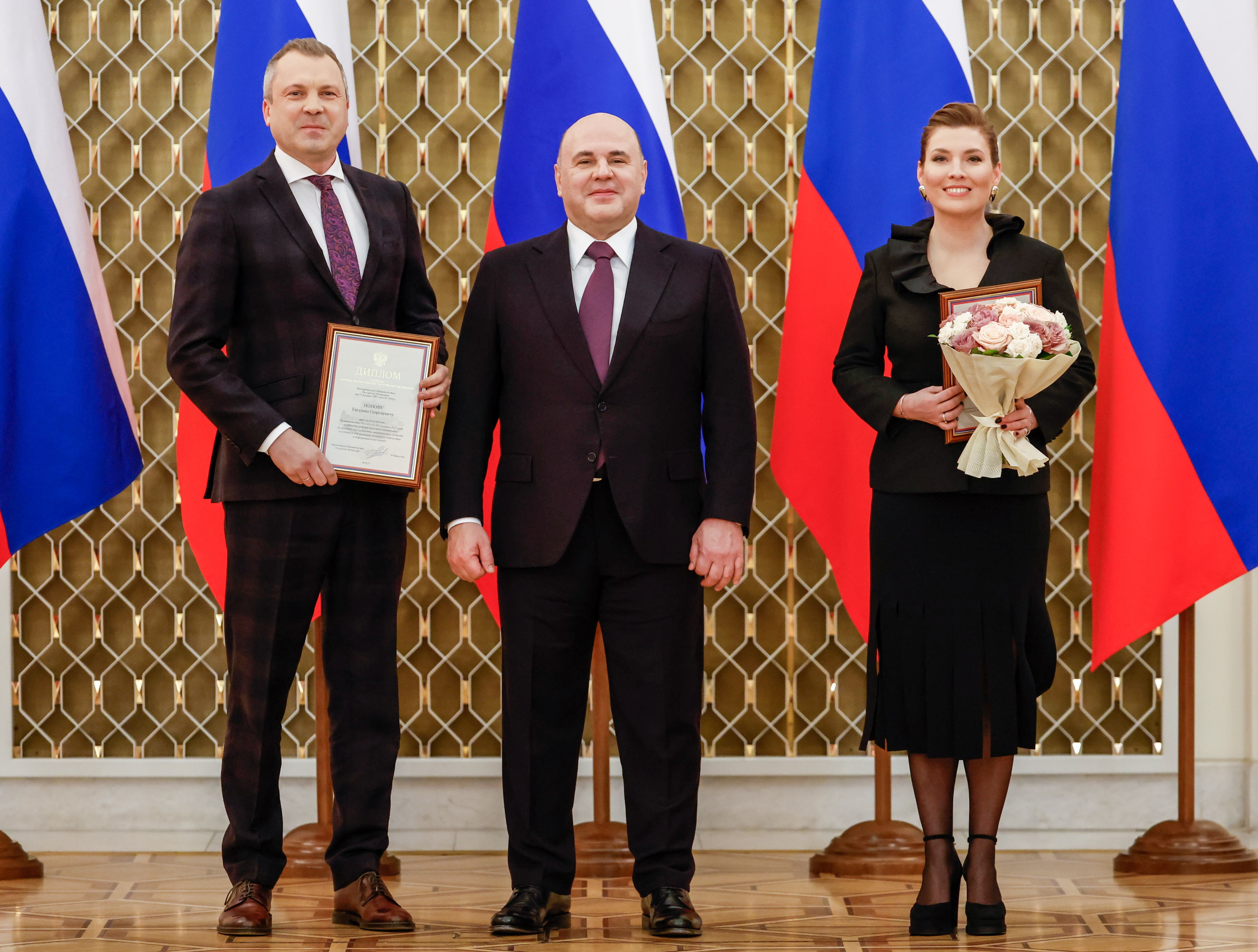
Евгений Попов, Михаил Мишустин и Ольга Скабеева

Вторая жена — корреспондент ВГТРК Ольга Владимировна Скабеева (род. 11 декабря 1984). Для неё этот брак также является вторым.
Сын Захар (род. 14 января 2014).

## Международные санкции
Включён Службой безопасности Украины в список персон, которым запрещён въезд на территорию Украины.
С 24 февраля 2022 года из-за поддержки российской агрессии и нарушения территориальной целостности Украины во время российско-украинской войны находится под персональными международными санкциями 27 стран Евросоюза. Также включен в санкционный список Канады «соратников режима» из-за «голосования за признание независимости так называемых республик в Донецке и Луганске».
24 марта 2022 года, на фоне вторжения России на Украину, включён в санкционный список США за «соучастие в войне Путина» и «поддержку усилий Кремля по вторжению в Украину». Госдеп США заявил, что депутаты Госдумы используют свои полномочия для преследования инакомыслящих и политических оппонентов, нарушают свободу информации, ограничивают права человека и основные свободы граждан России.
По аналогичным основаниям, с 25 февраля — под санкциями Швейцарии, с 26 февраля — под санкциями Австралии, с 11 марта — под санкциями Великобритании, с 12 апреля — под санкциями Японии, с 3 мая — под санкциями Новой Зеландии.
Указом президента Украины Владимира Зеленского от 7 сентября 2022 года находится под санкциями Украины.

## Награды и премии
- «Золотое перо России» от Союза журналистов России (9 февраля 2017) — «за развитие дискуссионных площадок на российском телевидении» (совместно с Ольгой Скабеевой)[44]
- Премия «ТЭФИ—2017» в номинации «Ведущий общественно-политического ток-шоу прайм-тайма» категории «Вечерний прайм» (3 октября 2017 года) (совместно с Ольгой Скабеевой)[45]
- Премия «ТЭФИ—2018» в номинации «Ведущий общественно-политического ток-шоу прайм-тайма» категории «Вечерний прайм» (3 октября 2018 года) (совместно с Ольгой Скабеевой)[46]
- Памятный знак «МПА СНГ. 30 лет» (16 ноября 2023, Межпарламентская ассамблея СНГ) — за заслуги в деле развития и укрепления парламентаризма, за вклад в развитие и совершенствование правовых основ функционирования Содружества Независимых Государств, укрепление международных связей и межпарламентского сотрудничества[47]
- Премия Правительства Российской Федерации в области средств массовой информации (25 декабря 2023) — за гражданское мужество, политическую остроту и успешное отстаивание интересов Отечества в информационной борьбе[48]